# Ваља Лунга (Сибињ)
Ваља Лунга (рум. Valea Lungă) насеље је у Румунији у округу Сибињ у општини Дарлос. Oпштина се налази на надморској висини од 335 m.

## Становништво
Према подацима из 2002. године у насељу је живело 250 становника.

### Попис2002.
| Расподела становништва по националности 2002.‍ | Расподела становништва по националности 2002.‍ | Расподела становништва по националности 2002.‍ | Расподела становништва по националности 2002.‍ | Расподела становништва по националности 2002.‍ |
| --------------------------------------------- | --------------------------------------------- | --------------------------------------------- | --------------------------------------------- | --------------------------------------------- |
|                                               |                                               |                                               |                                               |                                               |
| Румуни                                        | Румуни                                        |                                               | 228                                           | 91,9%                                         |
| Роми                                          | Роми                                          |                                               | 20                                            | 8,1%                                          |